# Vite (meccanica)

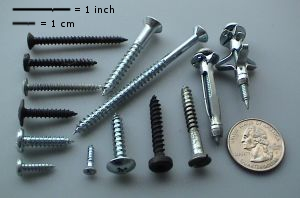
Differenti tipi di viti autofilettanti con una moneta per evidenziare le dimensioni

Una vite è un organo filettato di forma cilindrica, utilizzata prevalentemente per fissare oggetti tra loro. È una macchina semplice in grado di trasformare il moto circolare in moto rettilineo.

## Storia
L'invenzione della vite è comunemente attribuita al matematico greco Archita. Proclo scrive che Apollonio di Perga aveva dimostrato che l'elica cilindrica è una curva omeomerica, cioè che la curva può scorrere su sé stessa, ovvero il principio che spiega il funzionamento delle viti cilindriche. Nel I secolo a.C. viti di legno erano già in uso nel mondo mediterraneo, per esempio nei torchi per la produzione di olio e vino. Peraltro Lucio Russo argomenta a favore dell'esistenza di torchi che nel II secolo a.C. Erone di Alessandria descrive un procedimento basato su una progettazione scientifica per produrre viti cilindriche con madrevite.
Le viti metalliche apparvero per la prima volta in Europa nel XV secolo, ma non divennero di uso comune fino a quando non fu inventato (o reinventato) un sistema per la loro produzione di massa nel XVIII secolo.
L'ingegnere britannico Henry Maudslay brevettò un tornio per la fabbricazione di viti nel 1797. Un dispositivo simile fu brevettato l'anno successivo negli Stati Uniti da David Wilkinson.
La vite con testa a croce fu inventata dallo statunitense John P. Thompson, che vendette il brevetto a Henry Frank Phillips, che a sua volta lo ne depositò negli anni 1930 e successivamente fondò la Phillips Screw Company. Phillips ebbe notevoli difficoltà a trovare una officina in grado di intagliare il nuovo tipo di testa, fino a quando contattò un'altra società American Screw Company che investì nell'idea, ottenendo un notevole successo, poco dopo i due enti brevettarono un nuovo tipo di vite, la pozidriv. Durante la seconda guerra mondiale la standardizzazione dei filetti ebbe un forte incremento, per permettere alle nazioni alleate di scambiarsi componenti e pezzi di ricambio.

## Descrizione

### Principio di funzionamento
La vite è una applicazione particolare del principio del cuneo o piano inclinato. Il cuneo è costituito dall'elica del filetto, che si avvolge sul cilindro della vite e preme su un piano rappresentato dal filetto contrapposto. Le viti possono essere destrorse (ovvero si avvitano girando in senso orario e si svitano girando in senso antiorario) oppure sinistrorse (si avvitano in senso antiorario e si svitano in senso orario).
L'analisi matematica di base è la stessa del cuneo, e l'inclinazione corrispondente è data dal rapporto tra il passo e la circonferenza del filetto. Per evitare che la vite si sviti spontaneamente, l'inclinazione del piano deve essere tale che la forza risultante in condizione di aderenza agisca con la sua componente parallela al piano nel verso di avvitamento.
Un filetto con passo lungo può allentarsi con più facilità rispetto ad uno con passo breve. Inoltre i coefficienti di attrito dei materiali contribuiscono significativamente alla determinazione del limite di slittamento. Per aumentare la tenuta di una vite si usano a volte prodotti frenafiletti, che agiscono come adesivi aumentando l'attrito tra le parti.

### Materiali costruttivi

Schema delle indicazioni sulle viti corrispondenti alla resistenza del materiale, in terza riga la indicazione della classe per valore numerico.

Le viti sono prodotte in un'ampia gamma di materiali, il più usato dei quali è l'acciaio, seguito dall'ottone.
Dove sia richiesta resistenza agli agenti corrosivi si utilizza acciaio inossidabile, titanio o bronzo. Per lo più comunque, per aumentare la resistenza alla corrosione, vengono applicati sulla superficie della vite dei rivestimenti elettrolitici (zincatura, dacrometizzazione, brunitura, nichelatura, ramatura, bronzatura). Questi rivestimenti consentono di aumentare la resistenza in ambienti corrosivi anche a 200/300 ore.
Nella grande maggioranza delle applicazioni industriali, le viti e i dadi sono prodotti in materiale 8.8 EN 20898-1 o dove non sia richiesta una particolare resistenza meccanica si utilizza una classe di resistenza 4.8, mentre nel caso dei tiranti si usa il materiale ASTM A193 grado B7 per il tirante e il materiale ASTM A194 grado 2H per i dadi in acciaio al carbonio, mentre per quelli in acciaio inossidabile (o autopassivante) la codifica ASTM è "A193 grado B8" per i tiranti, mentre per i dadi è "A194 grado 8".
Vengono utilizzati anche materiali plastici quali nylon e teflon dove sia richiesta elevata resistenza alla corrosione e isolamento elettrico senza eccessiva forza di unione. Negli isolatori elettrici sono sagomati a vite anche il vetro e la porcellana per unire diversi elementi.
Uno stesso tipo di vite può essere realizzato con acciai di diversa resistenza. Dove siano richieste tensioni elevate un bullone con vite a bassa resistenza può cedere, provocando danni o incidenti. Per questo motivo sulla testa delle viti è impressa una sigla o comunque simboli, che indicano la classe del materiale usato; per applicazioni particolari, che esulano dai normali acciai, sono previste viti per situazioni estreme per freddo e per il caldo, nel primo caso con particolari resistenza all'infragilimento da bassa temperatura, nel secondo caso con materiali che conservano valori accettabili di resistenza ad alte temperature.
Le normali condizioni di resistenza si intendono infatti a condizioni ambientali, queste non valgono affatto in ambienti sostanzialmente diversi, come il corrosivo, (ad esempio sostanze chimiche particolari), che infragilisca la struttura del metallo (freddo), ne alteri la cristallizzazione (radiazioni ionizzanti), o ne degradi la condizione strutturale (calore, stress a fatica).
Per ovviare a tali problemi sono usati materiali intrinsecamente resistenti, o nel caso che questo non sia possibile, materiali che debbano essere sostituiti, specie nei casi di degrado progressivo, quando il decadimento delle caratteristiche è ancora nel limite di rischio ammissibile.

### Misure
La misurazione della vite avviene secondo il seguente schema:
{\displaystyle {\text{M}}5\times 15}
La lettera iniziale indica il tipo di filettatura, in questo caso Metrica.

Il primo numero indica il diametro esterno della filettatura in mm.

Il secondo numero indica la lunghezza della vite sempre in mm (da non confondere con quello del passo del filetto).

## Classificazione

### Vite semplice

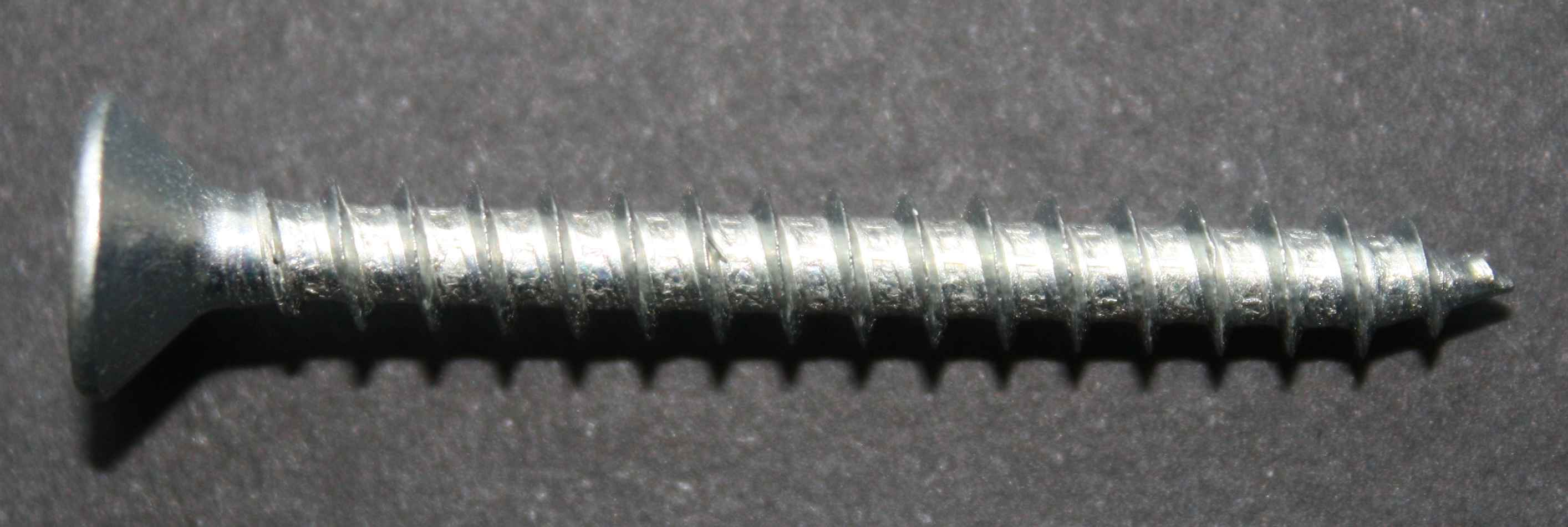
Una vite semplice

La vite semplice si avvita nel materiale da fissare per mezzo di un filetto complementare in esso praticato.
Il filetto può essere preparato in precedenza per mezzo di trapano e maschio come avviene di solito con l'acciaio e altri materiali, oppure può essere generato estemporaneamente dalla vite stessa, come nel caso del legno o dell'osso.

### Vite autofilettante
Le viti autofilettanti hanno solitamente una estremità appuntita per favorire l'imbocco nel foro e a volte l'intero corpo è conico invece che cilindrico.
Nell'alluminio si usa praticare i fori ma non filettarli, lasciando che il filetto venga realizzato da apposite viti al momento del fissaggio. Queste viti per alluminio presentano di solito una scanalatura longitudinale che ha lo scopo di scaricare il truciolo prodotto dall'incisione del materiale.

### Vite autoperforante

Viti autoperforanti

Alcune viti, dette autoperforanti hanno una punta particolarmente appuntita e sono in grado di perforare materiali sottili come lamiere e materiali plastici, senza bisogno di praticare precedentemente un foro di invito.

### Vite automaschianti
Esistono anche le cosiddette viti "trilobate" o "automaschianti", che possono sostituire le normali viti metriche in molte occasioni, soprattutto laddove i particolari da accoppiare siano costituiti di materiali non troppo duri. Infatti la particolare conformazione del gambo, a sezione trilobata anziché cilindrica, consente loro di costruire un filetto metrico al momento del primo avvitamento, fungendo da veri e propri "maschi a filettare". Quando vengono smontate possono essere sostituite da normali viti metriche.
Grazie alla funzione che compie, ha ispirato la realizzazione di altri tipi di attrezzature come lo spaccalegna a vite e tutte le relative applicazioni.

### Vite ad anello

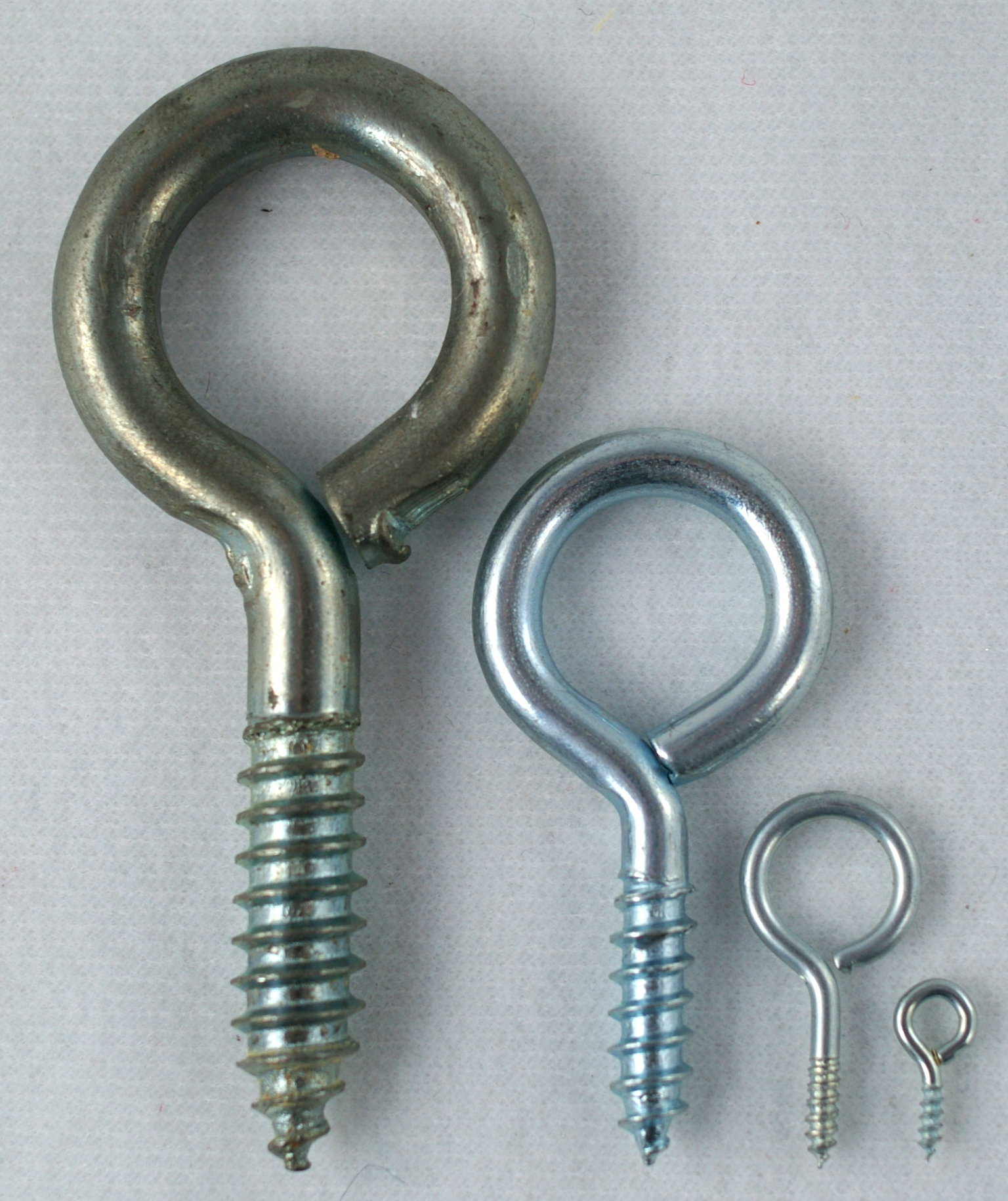
Viti ad anello

La vite ad anello è dotata di un occhiello in corrispondenza di un'estremità e di filettatura all'estremità opposta. Generalmente sono utilizzate per mantenere cavi o appendere oggetti a muro.

## La testa

### Forme e sagome
- a) Vite TC (testa cilindrica)
- b) Vite TB (testa bottone)
- c) Vite TT (testa tonda)
- d) Vite TMT (testa mezza tonda)
- e) Vite TPS (testa piana svasata)
- f) Vite TGS (testa goccia sego)

### Innesti previsti
Oltre ai giravite tradizionali, esistono molti tipi di dispositivi - detti inserti - per poter utilizzare alcuni tipi di giravite (o anche un avvitatore) detti appunto ad inserto su una determinata testa della vite. I più comuni sono quello a taglio e quello a croce anche detto Phillips. Altri attacchi offrono una migliore presa e riducono il rischio di danneggiamento dell'innesto o del giravite. In altri casi sono studiati per agevolare il montaggio automatico nella produzione in serie. Nella componentistica elettrica di consumo, come interruttori e prese elettriche, alcuni costruttori adottano nelle viti serrafilo, una doppia impronta nella testa, taglio e stella, soluzione volta ad agevolare un eventuale intervento di manutenzione di emergenza. In genere per ogni tipo di innesto vi sono diverse dimensioni, a seconda della dimensione della punta del giravite. 
I tipi principali sono:

- A) Taglio, a spacco o piatto: è un'impronta sempre meno usata visto che la lama del giravite può facilmente scivolare e danneggiare il materiale circostante: per questi motivi è sempre più difficile da reperire sul mercato, sia di tipo metrica che di tipo autofilettante;
- B) Phillips (PH) o a croce: ha un'incisione che agevola la centratura dell'utensile e ne impedisce lo scivolamento; le pareti delle scanalature sono leggermente svasate in modo che il giravite si sollevi in caso di eccessiva resistenza per salvaguardare il filetto della vite;
- C) Pozidriv (PZ):  simile a quello a croce ma non prevede la fuoriuscita dell'utensile; ha quattro scanalature minori tra le scanalature principali, pertanto un giravite a croce può operare su una vite Pozidriv ma non viceversa;
- D) Torx: la testa ha un foro con sezione a stella a sei punte arrotondate; fu impiegato nei primi computer Apple come antimanomissione. Dal terzo millennio questo tipo di testa viene preferita alla più comune esagonale (vedi E) quando il montaggio avviene in stazioni robotizzate. Variante antimanomissiome è la Security Torx che ha la stessa forma ma con un perno centrale che impedisce l'inserimento di una normale chiave Torx;
- E) Esagonale o a brugola o Allen o TCE (Testa Cava Esagonale): la testa ha un foro esagonale e l'utensile è costituito da una barra di sezione esagonale piegata a L o a T (chiave a brugola o imbus) oppure inserita su bussola con innesto femmina da usare con leve e cricchetti;
- F) Robertson: simile alla brugola ma a sezione quadrata, è usato principalmente in Canada;
- G) Tri-Wing: intaglio con tre incisioni a stella, marchio registrato dalla Philips Company, usato nel Game Boy di Nintendo e in alcuni caricabatterie per cellulari per prevenire lo smontaggio;
- H) Torq-Set: marchio registrato dalla Philips Company, simile a quello a croce ma con i quattro intagli leggermente sfalsati;
- I) Spanner: utilizza due fori per evitare manomissioni e vandalismi. È usata in aree esposte al pubblico quali ascensori e citofoni;
- J) Double hex o a 12 punte: testa con doppio taglio esagonale;
- K) One-way screw: presenta una particolare incisione che permette l'avvitamento, ma rende molto difficile lo smontaggio;
- L) Polydrive o RIBE CV: ad elevata coppia, ha una testa con foro a 6 scanalature (simile alla Torx) che permette anche l'uso di chiavi esagonali;
- M) Triple square o XZN: testa con foro a triplo quadro, spesso utilizzata in meccanica e in ambito automobilistico;
- N) Bristol: testa con foro a 4 o 6 scanalature in base alla dimensione. Data la sua forma può essere facilmente girata un normale giravite a taglio.

Altre varianti sono:
- System Zero: soluzione con testa invertita del sistema Polydrive;
- PentaTorx: Variante della Torx ma a 5 punte, spesso utilizzata in smartphone come vite di sicurezza;
- Pentalobe: testa con foro a forma di stella a cinque lobi (simile alla PentaTorx ma più smussata).

### Predisposizione antimanomissione/antivandalismo
Alcuni tipi di attacchi sono studiati per impedire lo smontaggio a persone non autorizzate e non in possesso di un cacciavite speciale. Sono perciò dette antimanomissione. Sono spesso usate negli elettrodomestici e in apparecchi elettronici per impedire che persone non competenti possano aprire gli apparecchi correndo rischi di folgorazione, per evitare manomissioni e/o vandalismi o per impedire la riparazione, costringendo il proprietario a ricorrere a centri specializzati.
Diversi innesti convenzionali possono essere realizzati in forma antimanomissione, per esempio aggiungendo un pernetto centrale in rilievo. Altri tipi sono completamente nuovi.
Il tipo a taglio può essere realizzato in modo da consentire l'avvitamento ma non lo svitamento realizzando dei piani inclinati che non offrano presa al cacciavite nel senso di svitamento.

### Testa a rottura
Alcune viti hanno la porzione di testa con la sede per il cacciavite che può essere spezzata applicando una opportuna torsione. Questo rende impossibile lo svitamento e garantisce che la vite abbia un accoppiamento adeguato.

### Vite senza testa

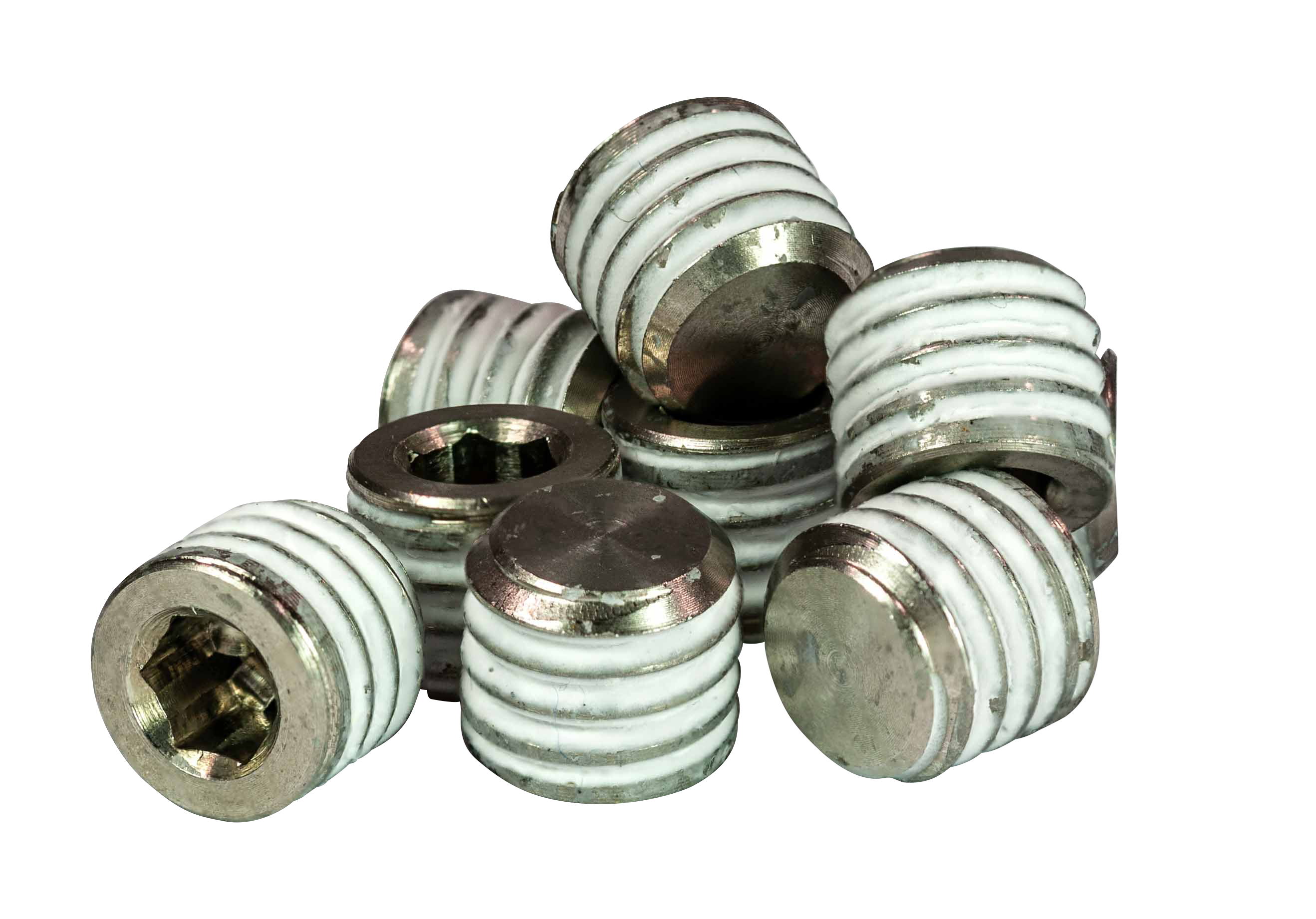
viti senza testa

Esiste una tipologia di viti senza testa con cava esagonale, progettate con uno stelo cilindrico che si estende uniformemente lungo tutto il corpo; superiormente è incisa al fine di consentire l'uso di una chiave esagonale per l'inserimento e la rimozione delle viti; sono presenti in una vasta gamma di dimensioni metriche, passi di filettatura, lunghezze e materiali per molte esigenze applicative; hanno molteplici applicazioni industriali e meccaniche, tra cui l'assemblaggio di macchinari, di apparecchiature elettroniche e di veicoli.

## La filettatura
Gli elementi filettati possono avere i filetti secondo vari tipi di filettature, le quali sono descritte da un proprio profilo unificato. Il profilo più usato e pratico è il profilo metrico triangolare ISO, basato sul sistema internazionale, ma ancora sopravvivono altri sistemi, diffusi in passato o in altri paesi o per utilizzi particolari, quali: il profilo metrico trapezoidale ISO, il profilo Whitworth, il profilo Gas e quello a dente di sega. I filetti vengono designati, oltre che con il tipo del profilo, con le dimensioni del diametro e del passo, infatti da questi valori tutti gli elementi geometrici della filettatura possono essere ricavati.

### Filettatura metrica triangolare ISO
Le filettature metriche a profilo triangolare sono quelle più impiegate; il profilo base, ottenuto sezionando la superficie filettata con un piano passante per l'asse, è formato da una serie di triangolari equilateri (con smussi) con l'angolo tra i fianchi di 60°. Le viti a profilo metrico sono disponibili con passo grosso e fine, le prime sono quelle più usate e comuni.
Sono designate dalla lettera 'M' e da un numero indicante il valore del diametro nominale in millimetri per la serie a passo grosso. Esempio: M5 designa una vite di diametro nominale di 5 mm e costituita da una filettatura metrica ISO a passo grosso.
La serie a passo fine è invece designata con l'aggiunta dopo la lettera 'x' del valore del passo in mm. Esempio: M5x0,5 designa una vite di diametro nominale di 5 mm e costituita da una filettatura metrica ISO a passo fine pari a 0,5 mm.
Il diametro nominale è il diametro esterno del filetto, di poco inferiore al diametro del perno prima che venga filettato.

### Le altre filettature

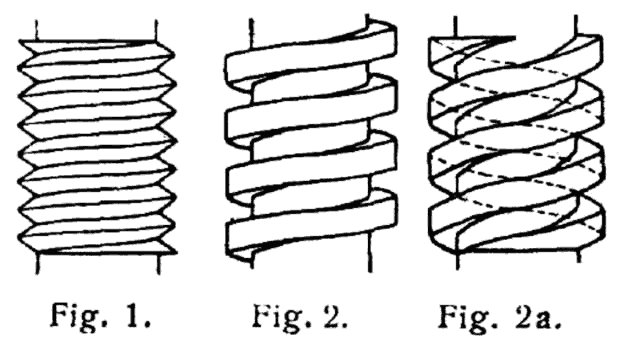
Profili di filettature: 1. triangolare, 2. elicoidale, 2a. elicoidale a due principi

Prima dell'adozione del sistema metrico, diverse aziende avevano progettato specifiche proprie per la filettatura.
Il primo a progettare un filetto standard fu l'ingegnere inglese Joseph Whitworth intorno al 1841.
Il sistema Whitworth ha due passi, fine e grosso, e il filetto ha una angolazione di 55°. 
Successivamente in Inghilterra fu sviluppato il sistema BA, dal nome del British Association for Advancement of Science. Le viti erano definite con le sigle 2BA, 4BA ecc (i numeri dispari non erano usati quasi mai). Il sistema è ancora usato in strumenti di misura e macchine fotografiche, ma la serie è definita con valori metrici, con 0BA = 1mm di passo. La vite di fissaggio delle macchine fotografiche al cavalletto è di questo tipo, con passo 1/4"-20.
Gli Stati Uniti adottano un loro sistema, chiamato passo unificato standard e una variante, chiamata SAE da Society of Automotive Engineers, è utilizzata dall'industria automobilistica americana.
Il sistema è ancora basato sul pollici, comunemente usato in USA, anche se l'industria automobilistica ha per il resto aderito al sistema metrico già dagli anni settanta.
Le viti sono descritte con coppie di numeri: 4-40, 6-32, 8-32, 10-32, 10-24 ecc per il sistema nominale (per viti di diametro inferiore a 1/4"), oppure 1/4"-20, 1/4"-28 ecc per il sistema basato sui pollici.
I diametri nominali seguono approssimativamente una scala logaritmica dove una vite di un numero raddoppia approssimativamente la resistenza della vite del numero precedente.
Il diametro è dato da: dia = (#N x .013") + .060". Usando questa formula, una vite #5 ha il diametro di .125" (1/8"), una vite #10 ha il diametro di .190" (in pratica 3/16"), etc.
In entrambi i sistemi, il secondo numero indica il numero di filetti contenuti in un pollice.
Viti di questo tipo si possono trovare in vecchi personal computer costruiti secondo le specifiche IBM.
Ora sempre più prodotti vengono costruiti in oriente, dove è utilizzato il sistema metrico, ed esportati in tutto il mondo, compresi gli Stati Uniti, dove l'uso del sistema non metrico declinerà sempre più.
Altri sistemi non metrici sono il BSP (British Standard Pipe) e il CEI (Cycle Engineers Institute), utilizzato in Inghilterra per le biciclette.

## Il tensionamento
Perché si generi la forza di tenuta, è necessario che le viti siano inizialmente poste in tensione, siano pretensionate o, come più volgarmente detto, tirate.
Il mantenimento della forza è dovuto all'elasticità dei materiali stretti.
La forza di tensione deve essere tale per cui la tenuta allo scorrimento dei due materiali uniti sia offerta dall'attrito tra le parti. Se la tensione è insufficiente, le due parti possono infatti scorrere fino a toccare la vite e agire su questa come cesoie. Inoltre i materiali, sfregando, possono usurarsi e ridursi di spessore, annullando la forza tensiva agente sulla vite.

### Coppie dichiarate
Nelle applicazioni critiche è spesso precisato la coppia di forze con cui stringere la vite o bullone per preimpostare la giusta forza di tensione. Infatti una coppia agisce per muovere la vite, questa non ne risente fino a quando non viene superata la coppia di tensione, dopodiché la giuntura si allenta.

### La resistenza tollerata
I bulloni per tensioni elevate hanno solitamente la testa di forma esagonale per permettere un elevato momento torcente quindi l'applicazione di una elevata coppia e sopra di essa è inciso un indice di resistenza. Gli indici di resistenza previsti dalle vigenti norme sono 4.6, 4.8, 5.6 (bulloni leggeri), 6.8 (bulloni a media resistenza), 8.8, 10.9 (bulloni ad alta resistenza) e 12.9 (bulloni ad altissima resistenza).
Significato dei numeri:
- Il primo numero, moltiplicato per 100 indica il carico unitario di rottura a trazione del materiale della vite, in N/mm2 (o MPa)
- Il prodotto dei due numeri moltiplicato per 10 indica il carico unitario di snervamento, sempre in N/mm2
- Il secondo numero, diviso per 10 indica il rapporto tra i carichi di snervamento e di rottura

Per valori superiori di tali carichi, il bullone rispettivamente si rompe a trazione o si snerva, in particolare sottoposto al carico di snervamento indicato e rilasciato, il bullone subisce un allungamento irreversibile (deformazione plastica) non superiore allo 0,2%.

## Utilizzo

### Nella meccanica

Schema di principio di un trasportatore a vite di Archimede

Le viti sono impiegate anche per applicazioni differenti dal semplice fissaggio. La funzione di conversione del moto circolare in lineare è sfruttata in moltissime applicazioni, dal tornio per l'avanzamento automatico del carrello al cavatappi.
Gli ingranaggi a vite senza fine sfruttano una vite per raggiungere elevati rapporti di riduzione di velocità e aumento di coppia.
La vite di Archimede è un antico strumento che permette di sollevare acqua sfruttando il principio della vite, ed è ancora molto usato per spostare soprattutto materiali granulosi come per esempio i cereali (coclea). La vite di Archimede viene utilizzata anche per effettuare spostamenti di precisione: una barra viene filettata con un particolare filetto calibrato e rettificato e sulla stessa viene fissata una chiocciola a ricircolo di sfere; il moto rotatorio della vite permette alla chiocciola di spostarsi di una distanza precalcolata in base al passo del filetto con precisione maggiore rispetto ad un filetto semplice. Tale dispositivo è spesso utilizzato nello spostamento degli assi delle macchine a controllo numerico.

### Nel fissaggio dei bulloni

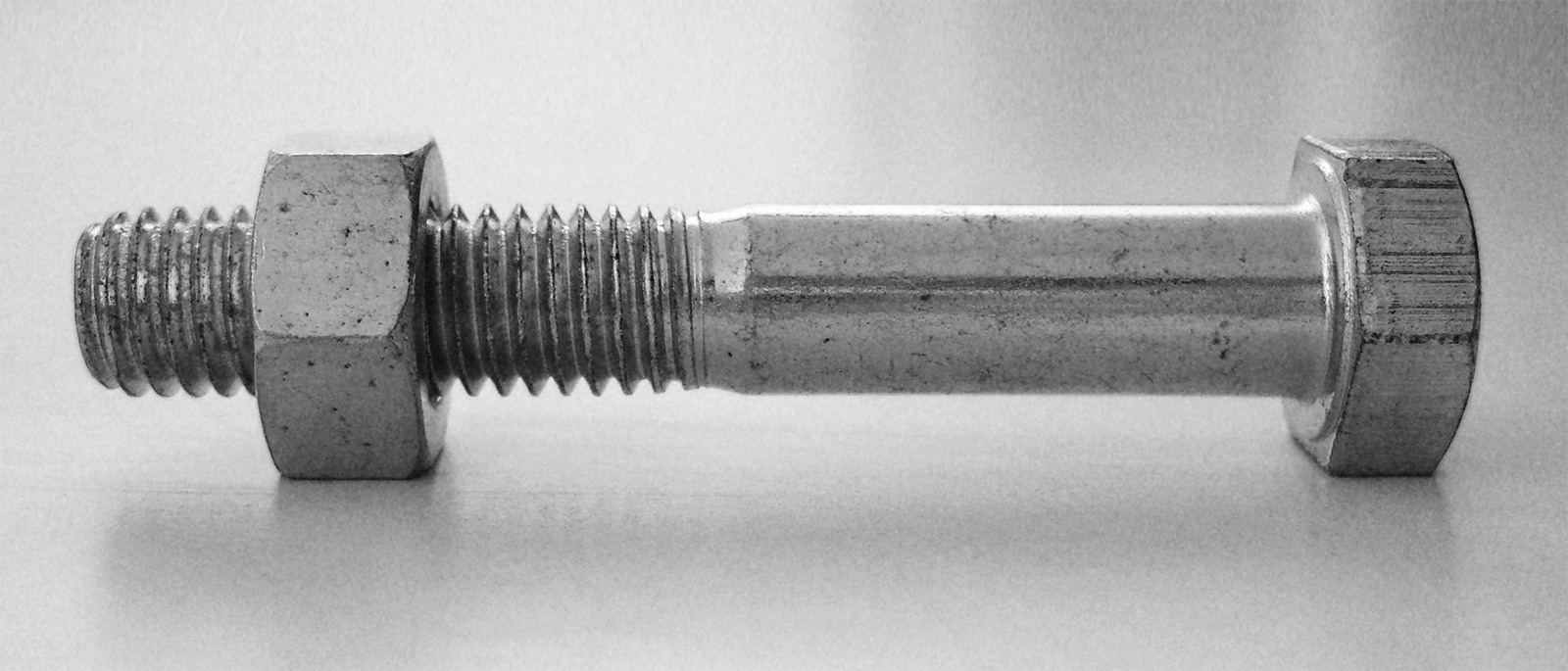
Vite con dado: bullone

In un bullone generalmente la vite è a testa esagonale e, più raramente, a testa cilindrica con esagono incassato o quadrata. L'accoppiamento dei pezzi da congiungere avviene forando questi, con un diametro maggiore del diametro esterno della vite, facendo attraversare il foro comune ai due pezzi con una vite e accoppiando questa con un dado situato al lato opposto. La vite ha una testa di dimensioni maggiori del foro. Viene spesso interposta tra pezzo e dado una rondella (o rosetta) per evitare il contatto diretto tra i due.
Il dado ha solitamente forma esagonale e presenta un foro in cui è ricavata una filettatura complementare a quella della vite. I fori praticati negli oggetti da unire non devono essere filettati, e devono consentire il libero scorrimento del bullone.

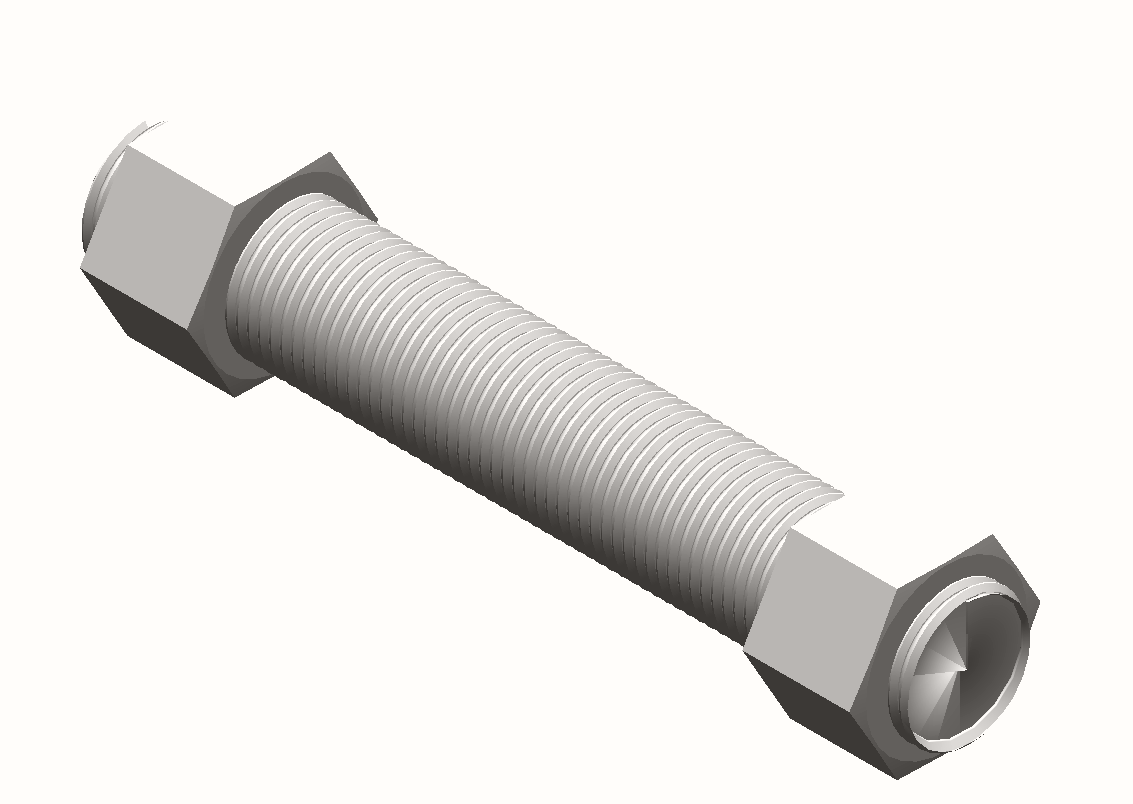
Tirante con due dadi

La filettatura della vite può non essere presente per tutta la sua lunghezza, poiché non ha nessuna utilità nella zona interna allo spessore dei materiali. Spesso, anzi, si preferisce non avere il corpo completamente filettato per dare una maggiore resistenza a taglio della vite.
Una variante è costituita da una barra interamente filettata, tagliata alla lunghezza opportuna (tirante) dotato di due dadi. Questa è la forma quasi universalmente impiegata negli accoppiamenti flangiati, e ha il vantaggio di poter essere smontata indifferentemente dai due lati.

## Accorgimenti nel "fai da te"
- Nell'ambito del "fai da te" per poter mantenere il corretto precarico di una vite è possibile utilizzare un frenafiletti, un adesivo anaerobico che viene messo sulla porzione interessata del filetto della vite, raramente sotto la testa della stessa altrimenti la coppia necessaria per smontare le parti per manutenzione od altro potrebbe risultare difficoltosa. Da tenere presente che piccole quantità (ad esempio 1/4 di goccia) sono sufficienti per poter bloccare viti dal passo metrico grossi. Questi frenafiletti posti nel naturale gioco tra vite e madrevite (tra vite e dado per esempio) induriscono (polimerizzano) per il naturale contatto con il metallo e l'esclusione dell'ossigeno (aria). Questi frenafiletti, una volta polimerizzati, si trasformeranno in un film plastico estremamente tenace allo svitamento. Esistono quindi in commercio frenafiletti a debole, media ed elevata resistenza meccanica. Il significato di questi aggettivi è nella loro facilità o meno di esser smontati con i tradizionali utensili d'officina. In sintesi i prodotti definiti a debole resistenza meccanica sono ideali per viti a testa cacciavite, I prodotti definiti a media resistenza meccanica sono adatti per tutti gli altri tipi di viti, mentre i prodotti cosiddetti forti sono specifici per trattare la radice filettata dei prigionieri di basamenti di motori o carter di cambi o riduttori di velocità.

- In caso la vite sia bloccata e/o si sia spanato l'inserto interno della chiave è possibile utilizzare un giravite a percussione oppure la tecnica del martello e scalpello per poter sbloccare e svitare la vite, in tutti quei casi dove la pinza sia inutilizzabile, come in viti che non hanno la testa esposta o parzialmente esposta. Nei casi più gravi, sarà necessario ricorrere ad un estrattore conico.

- Nei lavori di bricolage, con l'utilizzo di bulloni inox in impieghi con forte serraggio è consigliabile evitare il dado dello stesso materiale, ma adottare dadi di acciaio trattato, data la scarsa durezza e la grande tenacità dell'inox: in un'eventuale successiva operazione di svitamento, si potrebbe verificare il grippaggio del filetto.